# ATP Challenger Bordeaux
Das ATP Challenger Bordeaux (offizieller Name: BNP Paribas Primrose Bordeaux) ist ein Tennisturnier, das seit 2008 in der französischen Stadt Bordeaux stattfindet. Das Turnier ist Teil der ATP Challenger Tour und wird im Freien auf Sand ausgetragen. Marc Gicquel ist mit zwei Siegen im Einzel Rekordsieger des Turniers.

## Siegerliste

### Einzel
| Jahr                | Sieger                     | Finalgegner             | Ergebnis        |
| ------------------- | -------------------------- | ----------------------- | --------------- |
| 2025                | Giovanni Mpetshi Perricard | Nikolos Bassilaschwili  | 6:3, 6:75, 7:5  |
| 2024                | Arthur Fils                | Pedro Martínez          | 6:2, 6:3        |
| 2023                | Ugo Humbert                | Tomás Martín Etcheverry | 7:63, 6:4       |
| 2022                | Alexei Popyrin             | Quentin Halys           | 2:6, 7:65, 7:64 |
| 2020–2021: abgesagt |                            |                         |                 |
| 2019                | Lucas Pouille              | Mikael Ymer             | 6:3, 6:3        |
| 2018                | Reilly Opelka              | Grégoire Barrère        | 6:75, 6:4, 7:5  |
| 2017                | Steve Darcis               | Rogério Dutra da Silva  | 7:62, 4:6, 7:5  |
| 2016                | Rogério Dutra da Silva     | Björn Fratangelo        | 6:3, 6:1        |
| 2015                | Thanasi Kokkinakis         | Thiemo de Bakker        | 6:4, 1:6, 7:65  |
| 2014                | Julien Benneteau           | Steve Johnson           | 6:3, 6:2        |
| 2013                | Gaël Monfils               | Michaël Llodra          | 7:5, 7:65       |
| 2012                | Martin Kližan              | Teimuras Gabaschwili    | 7:5, 6:3        |
| 2011                | Marc Gicquel (2)           | Horacio Zeballos        | 6:2, 6:4        |
| 2010                | Richard Gasquet            | Michaël Llodra          | 4:6, 6:1, 6:4   |
| 2009                | Marc Gicquel (1)           | Mathieu Montcourt       | 3:6, 6:1, 6:4   |
| 2008                | Eduardo Schwank            | Igor Kunizyn            | 6:2, 6:2        |

### Doppel
| Jahr                | Sieger                               | Finalgegner                      | Ergebnis          |
| ------------------- | ------------------------------------ | -------------------------------- | ----------------- |
| 2025                | Francisco Cabral Lucas Miedler       | Yuki Bhambri Robert Galloway     | 7:61, 7:62        |
| 2024                | Julian Cash Robert Galloway          | Quentin Halys Nicolas Mahut      | 6:3, 7:62         |
| 2023                | Lloyd Glasspool Harri Heliövaara     | Sadio Doumbia Fabien Reboul      | 6:4, 6:2          |
| 2022                | Rafael Matos David Vega Hernández    | Hugo Nys Jan Zieliński           | 6:4, 6:0          |
| 2020–2021: abgesagt |                                      |                                  |                   |
| 2019                | Grégoire Barrère Quentin Halys       | Romain Arneodo Hugo Nys          | 6:4, 6:1          |
| 2018                | Bradley Klahn Peter Polansky         | Guillermo Durán Máximo González  | 3:6, 6:3, [10:7]  |
| 2017                | Purav Raja Divij Sharan              | Santiago González Artem Sitak    | 6:4, 6:4          |
| 2016                | Johan Brunström Andreas Siljeström   | Guillermo Durán Máximo González  | 6:1, 3:6, [10:4]  |
| 2015                | Thiemo de Bakker Robin Haase         | Lucas Pouille Serhij Stachowskyj | 6:3, 7:5          |
| 2014                | Marc Gicquel Serhij Stachowskyj      | Ryan Harrison Alex Kuznetsov     | kampflos          |
| 2013                | Christopher Kas Oliver Marach        | Nicholas Monroe Simon Stadler    | 2:6, 6:4, [10:1]  |
| 2012                | Martin Kližan Igor Zelenay           | Olivier Charroin Jonathan Marray | 7:65, 4:6, [10:4] |
| 2011                | Jamie Delgado Jonathan Marray        | Julien Benneteau Nicolas Mahut   | 7:5, 6:3          |
| 2010                | Nicolas Mahut Édouard Roger-Vasselin | Karol Beck Leoš Friedl           | 5:7, 6:3, [10:7]  |
| 2009                | Pablo Cuevas Horacio Zeballos        | Xavier Pujo Stéphane Robert      | 4:6, 6:4, [10:4]  |
| 2008                | Diego Hartfield Sergio Roitman       | Tomasz Bednarek Dušan Vemić      | 6:4, 6:4          |